# 山下早苗
山下 早苗（やました さなえ）は、日本の看護師、看護学者（小児がん看護・小児看護における倫理・小児看護教育）。学位は博士（保健学）（鹿児島大学・2011年）。静岡県立大学看護学部学部長・看護学部教授・大学院看護学研究科教授。
防衛医科大学校病院看護部での勤務を経て、防衛医科大学校高等看護学院講師、大分県立看護科学大学看護学部助教、鹿児島大学医学部講師、防衛医科大学校医学教育部看護学科教授などを歴任した。

## 概要
小児がん看護、小児看護における倫理、小児看護教育を専攻する看護学者である。防衛医科大学校病院で看護婦として勤務したのち、防衛医科大学校高等看護学院、大分県立看護科学大学、鹿児島大学、防衛医科大学校、静岡県立大学で教鞭を執り、後進を育てた。

## 来歴

### 生い立ち
1988年4月、防衛医科大学校の下に設置される防衛医科大学校病院にて、看護婦として勤務することになり、看護部に配属され小児病棟を担当した。1993年5月からは、防衛医科大学校の下に設置された防衛医科大学校高等看護学院にて講師を務め、後進の育成に努めた。その後、香川医科大学の大学院に進学し、医学系研究科にて学んだ。2003年3月、香川医科大学の大学院における修士課程を修了した。それに伴い、修士の学位を取得した。

### 看護学者として
大学院修了後の2003年10月より大分県立看護科学大学に奉職し、看護学部の助教に就任した。2007年4月、鹿児島大学に転じ、医学部の講師に就任した。医学部においては、主として保健学科の講義を担当した。なお、並行して鹿児島大学の大学院に籍を置き、保健学研究科にて学んだ。その間、博士論文として「小児がんの子どもへの病名・病状説明に対して親が抱く不確かさ」を執筆した。2011年3月、鹿児島大学の大学院における博士後期課程を修了し、博士（保健学）の学位を取得した。
その後、以前奉職していた防衛医科大学校に再び勤務することになり、2015年4月に医学教育部の看護学科にて教授に就任した。看護学科においては、小児看護学の講座を受け持った。また、並行して他の教育機関でも教鞭を執ることになり、同年4月より静岡県立大学の看護学部にて講師を非常勤で兼任した。2018年4月、静岡県立大学に転じ、看護学部の教授に就任した。看護学部においては、主として看護学科の講義を担当し、小児看護学の講座を受け持った。また、同時に静岡県立大学の大学院にて、看護学研究科の教授を兼務した。看護学研究科においては、主として看護学専攻の講義を担当した。

## 研究
専門は看護学であり、特に小児がん看護、小児看護における倫理、小児看護教育といった分野を研究している。特に小児癌に罹患した者に対する看護についての研究が知られている。また、看護学を学ぶ学生の道徳的な感受性についての研究や、小児を対象とする看護についての教育技法の研究などに従事した。
また、国際協力機構がウズベキスタンで展開する「看護教育改善プロジェクト」にも参画しており、高野政子、徳永瑞子、田中美紀らとともにウズベキスタン保健省の教案プログラム策定に携わった。

## 略歴
- 1988年 - 防衛医科大学校病院看護部入局。
- 1993年 - 防衛医科大学校高等看護学院講師。
- 2003年 - 香川医科大学大学院医学系研究科修士課程修了。
- 2003年 - 大分県立看護科学大学看護学部助教。
- 2007年 - 鹿児島大学医学部講師。
- 2011年 - 鹿児島大学大学院保健学研究科博士後期課程修了。
- 2015年 - 防衛医科大学校医学教育部看護学科教授。
- 2015年 - 静岡県立大学看護学部講師。
- 2018年 - 静岡県立大学看護学部教授。
- 2018年 - 静岡県立大学大学院看護学研究科教授。

## 著作

### 分担執筆、寄稿、等
- 小西恵美子編集『看護倫理』改訂2版、南江堂、2014年。ISBN 978-4-524-26412-4

### 註釈
1. ↑  防衛医科大学校高等看護学院は、のちに自衛隊中央病院高等看護学院と統合再編され、防衛医科大学校医学教育部看護学科となった。
2. ↑  香川医科大学は、のちに旧香川大学と統合再編され、香川大学となった。

## 関連人物
- 徳永瑞子